# Underneath It All
Singles de No Doubt featuring Lady Saw
Hella Good
(2002) Running
(2003)
Underneath It All est une chanson du groupe américain de ska No Doubt, le troisième single tiré de leur quatrième album studio, Rock Steady (2001). La chanson, dans un style reggae fusion, a été écrite par la chanteuse vedette du groupe, Gwen Stefani, et David Stewart. Elle a été produite par le duo de musiciens jamaïcains spécialistes de reggae Sly and Robbie et a été interprétée en collaboration avec Lady Saw. Si la chanson a reçu des critiques mitigées, elle devient le plus gros succès américain du groupe (numéro 3 au Billboard Hot 100 en novembre 2002), mais reçoit un accueil plus froid ailleurs.
La chanson remportera le Grammy Award de la meilleure prestation vocale pop d'un duo ou groupe à la 46e cérémonie des Grammy Awards. Elle est notamment présente dans le film de 2004 Amour et Amnésie.